# Reuth (Saxe)
Pour les articles homonymes, voir Reuth.
Reuth est une ancienne commune de Saxe (Allemagne), située dans l'arrondissement du Vogtland, dans le district de Chemnitz.